# Giunta provvisoria di governo di Macerata
La giunta provvisoria di governo di Macerata fu un esecutivo temporaneo instaurato dal regio commissario delle Marche Lorenzo Valerio il 20 settembre 1860, dopo la sconfitta delle milizie pontificie contro quelle sabaude nella battaglia di Castelfidardo, con lo scopo di completare l'annessione politico – amministrativa del territorio marchigiano al nuovo Regno d'Italia di Vittorio Emanuele II.

## Storia
Con la caduta del potere Pontificio nelle Marche in seguito alla battaglia di Castelfidardo, il 18 settembre 1860 Vittorio Emanuele II annesse al suo regno il territorio marchigiano, istituendo un governo provvisorio, presieduto dal commissario regio Lorenzo Valerio, con il compito di completare l'annessione politico – amministrativa della regione.
Nell'applicare anche alle Marche le direttive del decreto Rattazzi, relativo al riassetto amministrativo degli enti locali, il governatore emise infatti una serie di decreti attuativi che cancellarono i consigli e le magistrature pontificie, sostituendoli con giunte municipali e provinciali provvisorie.
A Macerata, nominò la giunta provvisoria di governo locale (anche detta "governo nazionale") non appena le milizie papaline lasciarono la città, tra il 19 e il 21 settembre 1860.
I membri costituenti furono il marchese Giacomo Ricci (che ne assunse la presidenza), il conte Cesare Pallotta, il conte Antonio Carradori, il dottor Francesco Marcucci, l'Avv. Vincenzo Taccari e l'Avv. Filippo Lamponi con funzioni di segretario generale.
La giunta divenne a tutti gli effetti il nuovo ordinamento e la nuova pubblica amministrazione della città, avente l'obiettivo principale di portarla all'insediamento di organi definitivi.

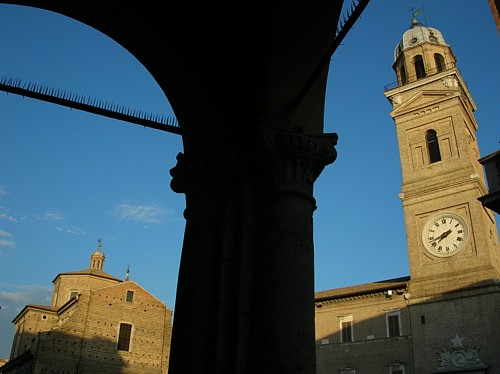
Macerata, veduta dal basso di piazza della Libertà con la chiesa di San Paolo e la torre civica

Tra i primi atti della giunta vi fu lo scioglimento del vecchio consiglio provinciale, che venne sostituito da una nuova commissione provinciale. Fu sciolto anche il vecchio corpo comunale e nominata al suo posto una giunta provvisoria municipale, che venne quindi sciolta il 17 ottobre 1860 per essere sostituita dalle commissioni municipali, i cui membri rimasero in carica fino alla nomina della giunta comunale definitiva.
Il simbolo della monarchia sabauda fu introdotto, con decreto, in ambito giudiziario, notarile e postale. Furono sospesi i termini processuali regolati dal vecchio ordinamento fino al 20 settembre in attesa di nuove disposizioni.
I vecchi governatori e i loro vice furono fatti decadere dai loro poteri con il solo mantenimento di quello giudiziale, in attesa di nuove nomine (cosiddetti giusdicenti).
Furono costituiti "comitati di soccorso" per aiutare le popolazioni locali in difficoltà dopo gli avvenimenti politici e le battaglie, e venne istituita una "guardia cittadina provvisoria".
Venne fatto un aggiornamento delle monete italiane con quella romana (vigente all'epoca dello Stato Pontificio); vennero ristampate le marche da bollo; venne creata la nuova anagrafe requisendo dalle parrocchie i registri delle anime, anche ai fini della chiamata per la leva militare e della formazione di liste elettorali.
Il 1º ottobre 1860 venne nominato regio commissario provinciale di Macerata l'avvocato Luigi Tegas.
Lo stesso giorno uscì, dalla redazione di Macerata, il primo numero del quotidiano liberale l'Annessione Picena grazie all'opera del marchese Matteo Ricci, fratello minore di Giacomo.
Non appena fu fissata la data di votazione per l'annessione all'Italia di Vittorio Emanuele II (4 - 5 novembre 1860) l'attenzione delle istituzioni provvisorie maceratesi si concentrò sul sostegno e sull'organizzazione del plebiscito. Si allestì un'imponente campagna elettorale in tutta la provincia. Il giorno prima del voto il commissario provinciale Tegas abolì la tassa sul macinato e concesse l'indulto per le pene fino a tre mesi.
Oltre il 90% degli aventi diritto al voto in tutta la provincia di Macerata si espressero favorevolmente per l'annessione alla nuova Italia.
Il 6 dicembre 1860 il commissario Valerio indisse a Macerata le elezioni comunali per il 28 dicembre 1860 e quelle provinciali per il 10 febbraio 1861.
L'annessione delle Marche al Regno d'Italia fu formalizzata da Vittorio Emanuele II con decreto regio firmato a Napoli il 17 dicembre 1860.
Un regio decreto promulgato a Torino il 22 dicembre 1860 ripartì le Marche in quattro province.
Il 19 gennaio 1861 terminò l'amministrazione del commissario regio nelle Marche.